# Quận Johnson, Kentucky

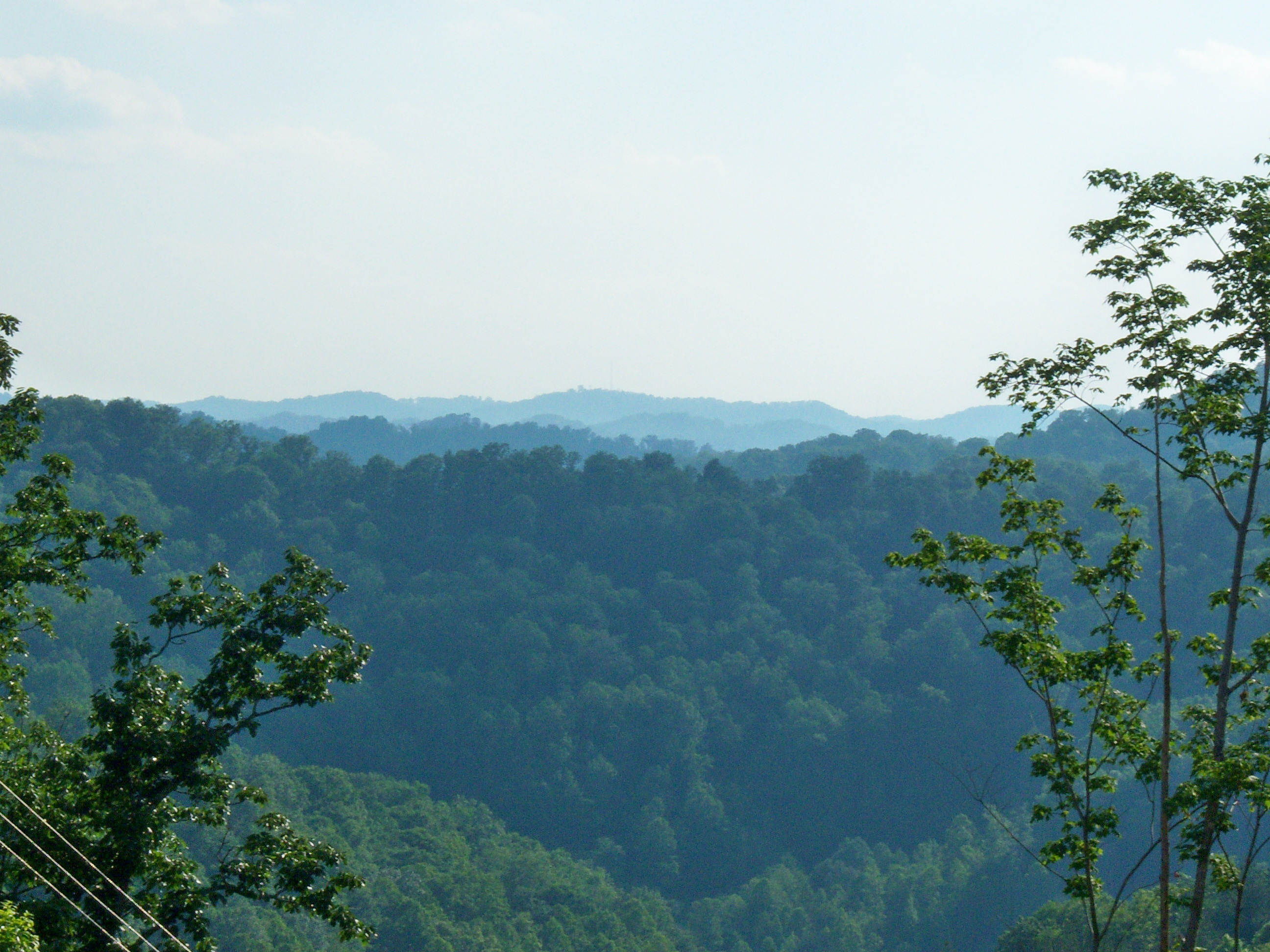
Quận Johnson, Kentucky

Quận Johnson là một quận thuộc tiểu bang Kentucky, Hoa Kỳ.
Quận này được đặt tên theo. Theo điều tra dân số của Cục điều tra dân số Hoa Kỳ năm 2000, quận có dân số người. Quận lỵ đóng ở.

## Địa lý
Theo Cục điều tra dân số Hoa Kỳ, quận có diện tích km2, trong đó có km2 là diện tích mặt nước.

## Thông tin nhân khẩu
Theo điều tra dân số 2 năm 2000 của Cục điều tra dân số Hoa Kỳ, quận đã có dân số có 23.445 người, 9.103 hộ gia đình, và 6.863 gia đình sống trong quận hạt. Mật độ dân số là 90 trên một dặm vuông (35 / km2). Có 10.236 đơn vị nhà ở với mật độ trung bình là 39 trên một dặm vuông (15 / km2). Cơ cấu chủng tộc của dân cư sinh sống trong quận này bao gồm 98,64% người da trắng, 0,25% da đen hay Mỹ gốc Phi, 0,13% người Mỹ bản xứ, 0,29% châu Á, Thái Bình Dương 0,02%, 0,09% từ các chủng tộc khác, và 0,58% từ hai hoặc nhiều chủng tộc. 0,61% dân số là người Hispanic hay Latino thuộc một chủng tộc nào.
Có 9.103 hộ, trong đó 34,10% có trẻ em dưới 18 tuổi sống chung với họ, 60,50% là đôi vợ chồng sống với nhau, 11,30% có nữ hộ và không có chồng, và 24,60% là không lập gia đình. 22,30% hộ gia đình đã được tạo ra từ các cá nhân và 9,00% có người sống một mình 65 tuổi hoặc lớn tuổi hơn. Cỡ hộ trung bình là 2,52 và cỡ gia đình trung bình là 2,93.
Trong quận này cơ cấu độ tuổi dân cư được trải ra với 24,00% dưới độ tuổi 18, 8,80% 18-24, 28,90% 25-44, 25,70% từ 45 đến 64, và 12,60% từ 65 tuổi trở lên người. Độ tuổi trung bình là 37 năm. Đối với mỗi 100 nữ có 93,10 nam giới. Đối với mỗi 100 nữ 18 tuổi trở lên, đã có 90,70 nam giới.
Thu nhập trung bình cho một hộ gia đình trong quận đã đạt mức USD 24.911, và thu nhập trung bình cho một gia đình là USD 29.142. Phái nam có thu nhập trung bình USD 29.762 so với 20.136 USD của phái nữ. Thu nhập bình quân đầu người của dân cư quận là 14.051 USD. Có 21,70% gia đình và 26,60% dân số sống dưới mức nghèo khổ, bao gồm 35,50% những người dưới 18 tuổi và 19,30% những người trong độ tuổi từ 65 trở lên 2.